# آلپا

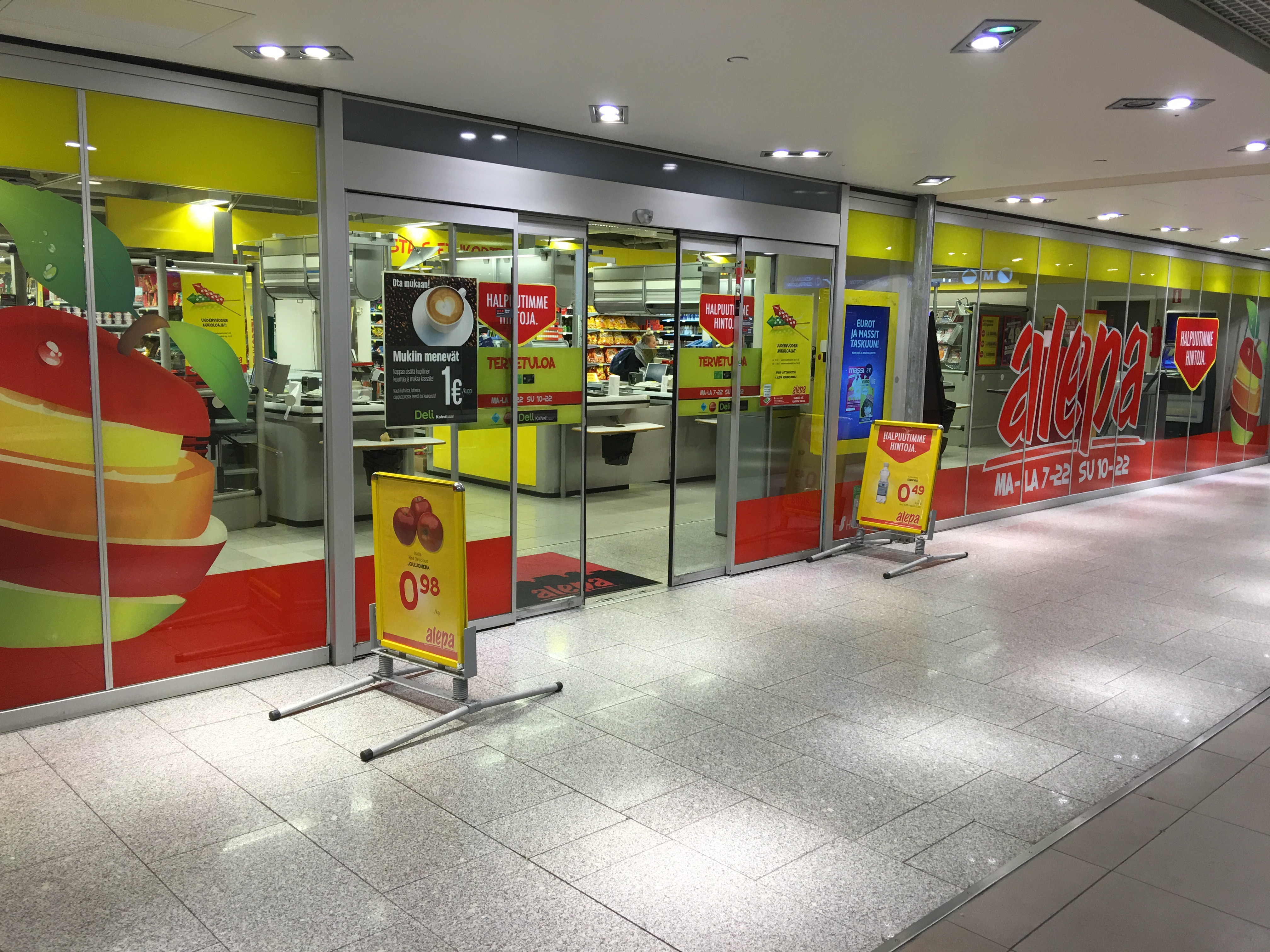
آلپا در مرکز شهر مرکز خرید، هلسینکی؛ واحد از زمان غیرفعال شدن.

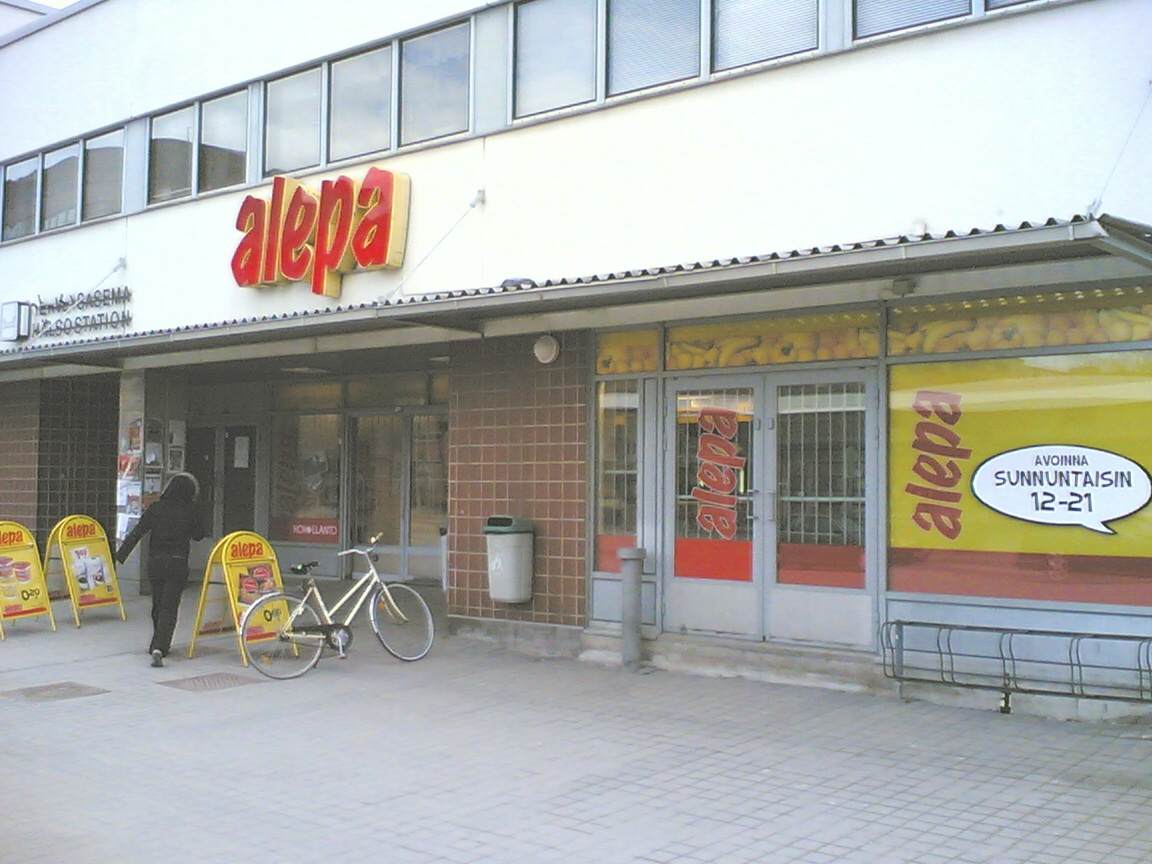
آلپا در پوکینمکی، هلسینکی

آلپا (انگلیسی: Alepa) یک فروشگاه زنجیره ای مواد غذایی در منطقه هلسینکی بزرگ فنلاند است. در حال حاضر متعلق به هک‌الانتو، بخشی از تعاونی سراسری گروه اس است. آلپا در سال ۱۹۱۸، زمانی که ادوارد پایونن و همسرش یک فروشگاه در سرنینن، هلسینکی تأسیس کردند، تأسیس شد.
نام اصلی فنلاندی: Alepa Alennushalli Pajunen، ت. «تالار تخفیف پایونن» بود که به نام بنیانگذار آن نامگذاری شد. خانواده پایونن این زنجیره را در سال ۱۹۸۷ به HOK فروختند.
از می ۲۰۱۷، این زنجیره شامل ۱۱۲ فروشگاه در هلسینکی، اسپو، وانتا، هووینکه، کراوا, کلاوککالا، یرون‌په و توسولا است. در خارج از این منطقه، گروه S از برند [[فروشگاه زنجیره‌ای]|فروش]] برای فروشگاه‌های مشابه استفاده می‌کند.
آلپا یک سوپرمارکت زنجیره‌ای برجسته در فنلاند است که عمدتاً به منطقه کلان‌شهر هلسینکی خدمات ارائه می‌دهد. این فروشگاه به دلیل حضور محلی و راحت خود که اغلب با ساعات طولانی و گاهی حتی شبانه‌روزی فعالیت می‌کند، شناخته شده است. آلپا بخشی از گروه بزرگتر اس، یک شرکت تعاونی فنلاندی است که در بخش‌های مختلف فعالیت می‌کند.

## تاریخچه
ریشه‌های آلپا به سال ۱۹۱۸ برمی‌گردد، زمانی که ادوارد پاجونن و همسرش مغازه‌ای را در سرنینن، هلسینکی تأسیس کردند. این فروشگاه در ابتدا با نام "Alennushalli Pajunen" شناخته می‌شد که به "سالن تخفیف پاجونن" ترجمه می‌شود. نام "آلپا" خود شکل کوتاه شده و محاوره‌ای‌تر این نام اصلی است. خانواده پاجونن تا سال ۱۹۸۷ به فعالیت و رشد این فروشگاه زنجیره‌ای ادامه دادند، تا اینکه آن را به HOK، یک شرکت تعاونی منطقه‌ای که اکنون بخشی از گروه سراسری اس است، فروختند.
اولین فروشگاه با نام تجاری "Alepa" در اوایل دهه ۱۹۷۰ افتتاح شد. از زمان خرید آن توسط HOK-Elanto (بخشی از گروه اس)، Alepa شبکه خود را در منطقه عملیاتی اصلی خود گسترش داده است. تا ماه مه ۲۰۱۷، این فروشگاه زنجیره‌ای ۱۱۲ فروشگاه در هلسینکی، اسپو، وانتا، هیوینکا، کراوا، کلاوککالا، یارونپا و تووسولا داشت.

## مفهوم و عملیات فروشگاه
فروشگاه‌های آلپا به عنوان فروشگاه‌های محلی و محله طراحی شده‌اند و بر راحتی و دسترسی مشتریان شهری تمرکز دارند. مفهوم آنها بر خرید سریع و آسان مواد غذایی تأکید دارد و نیازهای افراد پرمشغله‌ای را که به دنبال مایحتاج روزانه، تنقلات یا مواد اولیه برای یک وعده غذایی هستند، برآورده می‌کند.
ویژگی‌ها و خدمات کلیدی که معمولاً در فروشگاه‌های آلپا یافت می‌شوند عبارتند از:
- ساعات کاری طولانی: بسیاری از شعب آلپا با ساعات طولانی، برخی حتی ۲۴ ساعته و ۷ روز هفته، از صبح زود تا اواخر شب به مشتریان خدمات ارائه می‌دهند. این یک ویژگی متمایز است که آنها را از سوپرمارکت‌های بزرگتر متمایز می‌کند.

- انتخاب فشرده: فروشگاه‌های آلپا در حالی که مجموعه‌ای متنوع از مایحتاج روزمره را ارائه می‌دهند، عموماً کوچکتر از سوپرمارکت‌های بزرگتر مانند S-market یا هایپرمارکت‌هایی مانند Prisma هستند. طیف محصولات آنها برای خرید سریع تنظیم شده است.

- کالاهای تازه پخته شده: بسیاری از فروشگاه‌ها نان تازه پخته شده، شیرینی (از جمله غذاهای لذیذ فنلاندی مانند شیرینی‌های کارلیایی) و یک سالاد بار ارائه می‌دهند.

- کافه دلی: برخی از فروشگاه‌ها دارای یک "کافه دلی" با قهوه تازه و مجموعه‌ای از نوشیدنی‌های گرم و سرد هستند.

- غذای بیرون‌بر: مجموعه‌ای متنوع از گزینه‌های غذای آماده و بیرون‌بر، پاسخگوی مسافران و کسانی است که به دنبال راه‌حل‌های سریع برای وعده‌های غذایی هستند.

- "ابتکار Korttelitoive" (Block Wish): آلپا رویکردهای نوآورانه‌ای را برای تعامل با مشتری پیاده‌سازی کرده است، مانند یک ربات چت که در پیام‌رسان فیس‌بوک ادغام شده است و به مشتریان اجازه می‌دهد اقلام خاصی را برای موجودی در فروشگاه محلی خود درخواست کنند. این "خواسته‌های بلوکی" اغلب ظرف ۴۸ ساعت برآورده می‌شوند و با برچسب‌های ویژه در فروشگاه برجسته می‌شوند که نشان‌دهنده یک رویکرد مشتری‌محور فرامحلی است.

- فروشگاه‌های مجازی: آلپا مفاهیم فروشگاه مجازی را، به‌ویژه در فروشگاه‌های محل کار، آزمایش کرده است و به مشتریان اجازه می‌دهد بارکد محصولات نمایش داده شده روی دیوارهای مجازی را اسکن کرده و سفارش‌های خود را درب منزل تحویل بگیرند.

برخلاف دیگر برند فروشگاه‌های رفاه گروه اس، یعنی «ساله»، که در سایر نقاط فنلاند فعالیت می‌کند، آلپا تمرکز انحصاری خود را بر منطقه شهری هلسینکی حفظ کرده و هویت خود را به عنوان یک اسطوره شهری در منطقه تثبیت می‌کند.

## مالکیت و شرکت مادر
آلپا متعلق به HOK-Elanto است که یکی از تعاونی‌های منطقه‌ای تشکیل‌دهنده گروه اس (فنلاندی: S-ryhmä) است. گروه S یک شرکت تعاونی بزرگ فنلاندی است که در بخش‌های مختلفی از جمله تجارت سوپرمارکت، فروشگاه‌های بزرگ، فروشگاه‌های تخصصی، خرده‌فروشی سوخت و مهمان‌نوازی فعالیت می‌کند. در تجارت سوپرمارکت گروه اس، آلپا به عنوان یک برند فروشگاه رفاه محلی در کنار ساله، اس مارکت (بزرگترین فروشگاه زنجیره‌ای مواد غذایی فنلاند) و پریسما (هایپرمارکت‌ها) قرار دارد.

## ابتکارات زیست‌محیطی و اجتماعی
در حالی که گزارش‌های زیست‌محیطی دقیق و خاص برای آلپا به عنوان یک زنجیره مستقل معمولاً در تلاش‌های گسترده‌تر پایداری گروه S ادغام می‌شوند، شرکت مادر عموماً بر شیوه‌های تجاری مسئولانه تأکید دارد. این شامل جنبه‌هایی مانند موارد زیر است:
- مدیریت پسماند و بازیافت: تلاش برای کاهش ضایعات مواد غذایی و ترویج بازیافت در فروشگاه‌ها.

- منبع‌یابی پایدار: پایبندی به سیاست‌های گروه اس در مورد منبع‌یابی مسئولانه محصولات.

- بهره‌وری انرژی: سرمایه‌گذاری در فناوری‌های کم‌مصرف در فروشگاه‌ها.

ابتکار "Korttelitoive" آلپا همچنین با پاسخگویی مستقیم به درخواست‌های محصول مشتری، تقویت حس مشارکت اجتماعی و خدمات متناسب، تعهد به نیازهای جامعه محلی را نشان می‌دهد. یک کمپین تبلیغاتی اخیر توسط آلپا نیز جایگاه این زنجیره را به عنوان یک "افسانه شهری" برجسته کرد که با داستان‌های محلی و تجربه‌های مشتری مرتبط است.